# دیپ روی
گوردیپ روی، معروف به دیپ روی، (زادهٔ ۱ دسامبر ۱۹۵۷)، بازیگر انگلیسی است که در خانواده‌ای هندی و در کنیا زاده شده است.
این بازیگر ۱۳۲ سانتی‌متری، به واسطهٔ قامت کوتاهش، بازی در تعداد زیادی از نقش‌های غیرمعمول را در کارنامهٔ بازیگری خود به جا گذاشته است که از آن جمله می‌توان به فیلم‌های منترونشن، سیارهٔ میمون‌ها، ماهی بزرگ، چارلی و کارخانه شکلات‌سازی، فلش گوردون و عروس مرده ساختهٔ تیم برتون اشاره نمود.